# José Gil Fortoul
José Gil Fortoul, né le 25 novembre 1861 à Barquisimeto (Venezuela) et mort le 15 juin 1943 à Caracas (Venezuela), est un écrivain, historien et homme d'État vénézuélien. Il est président du Venezuela entre 1913 et 1914.

## Ouvrages
- 1879 : Infancia de mi Musa (Barquisimeto, Venezuela)
- 1887 : Recuerdos de París (Barcelone, Espagne)
- 1888 : Julián (Leipzig, Allemagne)
- 1890 : Filosofía Constitucional (Paris, France)
- 1891 : Filosofía Penal (Bruxelles, Belgique)
- 1891 : El Humo de mi Pipa (Paris, France)
- 1892 : La Esgrima Moderna (Liverpool, Angleterre)
- 1892 : ¿Idilio? (Liverpool, Angleterre)
- 1895 : Pasiones (Paris, France)
- 1896 : El Hombre y la Historia (Paris, France)
- 1909 : Historia Constitucional de Venezuela (Berlin, Allemagne)
- 1915 : Discursos y Palabras (Caracas, Venezuela)
- 1916 : De Hoy para Mañana (Caracas, Venezuela)
- 1931 : Sinfonía inacabada y otras variaciones (Caracas, Venezuela)
- 1944 : Páginas de Ayer (posthume)